# Mobexpert
Grupul Mobexpert este liderul pe piața de mobilier din România.
Mobexpert se clasează între primele douăsprezece întreprinderi europene din industria mobilei.
Grupul Mobexpert cuprinde 10 firme pe zona de retail, 9 fabrici de mobilă pe zona de producție, 6 firme de import și 3 firme de servicii (informatică, logistică și proiectare-dezvoltare).
Rețeaua regională a Mobexpert numără, în prezent, 26 hipermagazine și magazine.
În România, rețeaua cuprinde 13 hipermagazine (patru în București și câte unul în Brașov, Suceava, Pitești, Sibiu, Iași, Oradea, Timișoara, Constanța și Cluj-Napoca) și 13 magazine (Bistrița, Dej, Piatra Neamț, Târgu Mureș, Arad, Alba-Iulia, Focșani, Galați, Brăila, Râmnicu Vâlcea, Târgu Jiu, Craiova și Călărași).
În afara României, primul hipermagazin de mobilier și decorațiuni a fost inaugurat la Sofia, în septembrie 2007. De asemenea, Mobexpert Office a fost prezent, din 2005, cu magazine proprii în Sofia (Bulgaria) și în Belgrad (Serbia). În anul 2016, însă, magazinele din Serbia și Bulgaria au fost închise, compania mizând doar pe expansiunea la nivel național.

Suprafața totală de expunere a magazinelor Mobexpert totalizează în prezent peste 110.000 metri pătrați și reprezintă o investiție de aproximativ 76 de milioane de euro.
Mobexpert detine 18% din piata de mobilier de casa si 30% din cea a mobilierului de birou, deținând poziția de lider de piață pe acest sector.

## Istoric
Organizația a fost înființată în 1993 de către Camelia și Dan Șucu.
Aceștia au început afacerea prin deschiderea unui magazin în centrul comercial Unirea, prin care se ofereau spre vânzare mobilier de import.
În 1994 este deschisă prima fabrică a grupului, în cadrul acesteia se produceau scaune de birou, iar mai târziu au fost deschise secții de canapele și mobilier modern melaminic.
Anul 1995 a însemnat pentru companie începerea programului de dezvoltare a unei rețele proprii de magazine și introducerea unor produse importate de la cunoscuți producători europeni.
Ulterior a început să achiziționeze acțiuni la Samus Dej (în 1996), Ilefor Târgu Mureș și Mobstrat Suceava, astfel compania a început să producă.
În anul 2009, compania avea 3.000 de angajați, dintre care 1.900 în fabrici și 1.100 în retail și servicii.
Cifra de afaceri:
- 2003: 122 milioane euro[6]
- 2006: 155 milioane euro[7]
- 2007: 168 milioane euro[8]
- 2008: 169 milioane euro[9]
- 2009: 115 milioane euro[10]
- 2011: 113 milioane euro[11]

## Debutul Mobexpert în fiecare țară
| Anul | Țara     | Locul primei apariții | Note |
| ---- | -------- | --------------------- | --- |
| 1993 | România  | București             | Rețeaua Mobexpert cuprinde 26 de magazine și hipermagazine în București, Brașov, Timișoara, Cluj, Constanța, Târgu Mureș, Călărași, Pitești, Alba Iulia, Oradea, Galați, Bistrița, Suceava, Iași, Arad, Dej, Focșani, Râmnicu Vâlcea, Piatra Neamț, Brăila, Craiova, Sibiu. |
| 2007 | Bulgaria | Sofia                 | Magazinul a fost inaugurat pe 19 septembrie, investiția a fost de 10 milioane de euro, devenind primul hipermagazin din afara țării. Acesta avea o suprafață de 11.000 metri pătrați și 150 de locuri de parcare. Magazinul a fost închis în anul 2016.                     |
| 200? | Serbia   | Belgrad               | Magazinul a fost închis în anul 2016. |